# Germania (Schiff, 1957)
Die Germania ist ein ehemaliges Fahrgastschiff.

## Geschichte
Das Schiff wurde 1957 für die Neckar-Personen-Schiffahrt Berta Epple auf der Schiffswerft Schmidt in Oberkassel gebaut. Es gehörte zu den ersten Schiffen des Unternehmens: Laut einem Zeitungsartikel aus dem Jahr 2020 wurde das Schiff zusammen mit der Stuttgart am 7. März 1957 von Yvonne Klett, der Gattin des Stuttgarter Oberbürgermeisters Arnulf Klett, getauft. Es erhielt den Namen Dorothea Epple.
Bereits 1964 wurde die Dorothea Epple nach einem Brand bei Benningen nach Miltenberg verkauft, wo sie den Namen Germania erhielt und bis 2001 im Einsatz war. Dieter Schubert gibt an, dass das Schiff bei der Personenschiffsreederei Hans Henneberger in Miltenberg eine Zulassung für die Beförderung von 200 Personen hatte.
Im Jahr 2003 wurde das Schiff an den Motor-Yacht-Club Wertheim verkauft, der es als Clubschiff nutzt.
Diese Germania ist nicht zu verwechseln mit dem nahezu gleich alten Schiff gleichen Namens von derselben Bauwerft, das lange Jahre bei der Personenschiffahrt Gebr. Bossler in Heidelberg im Einsatz war und 2018 als Restaurantschiff nach Berlin verkauft wurde.